# Rusa II.

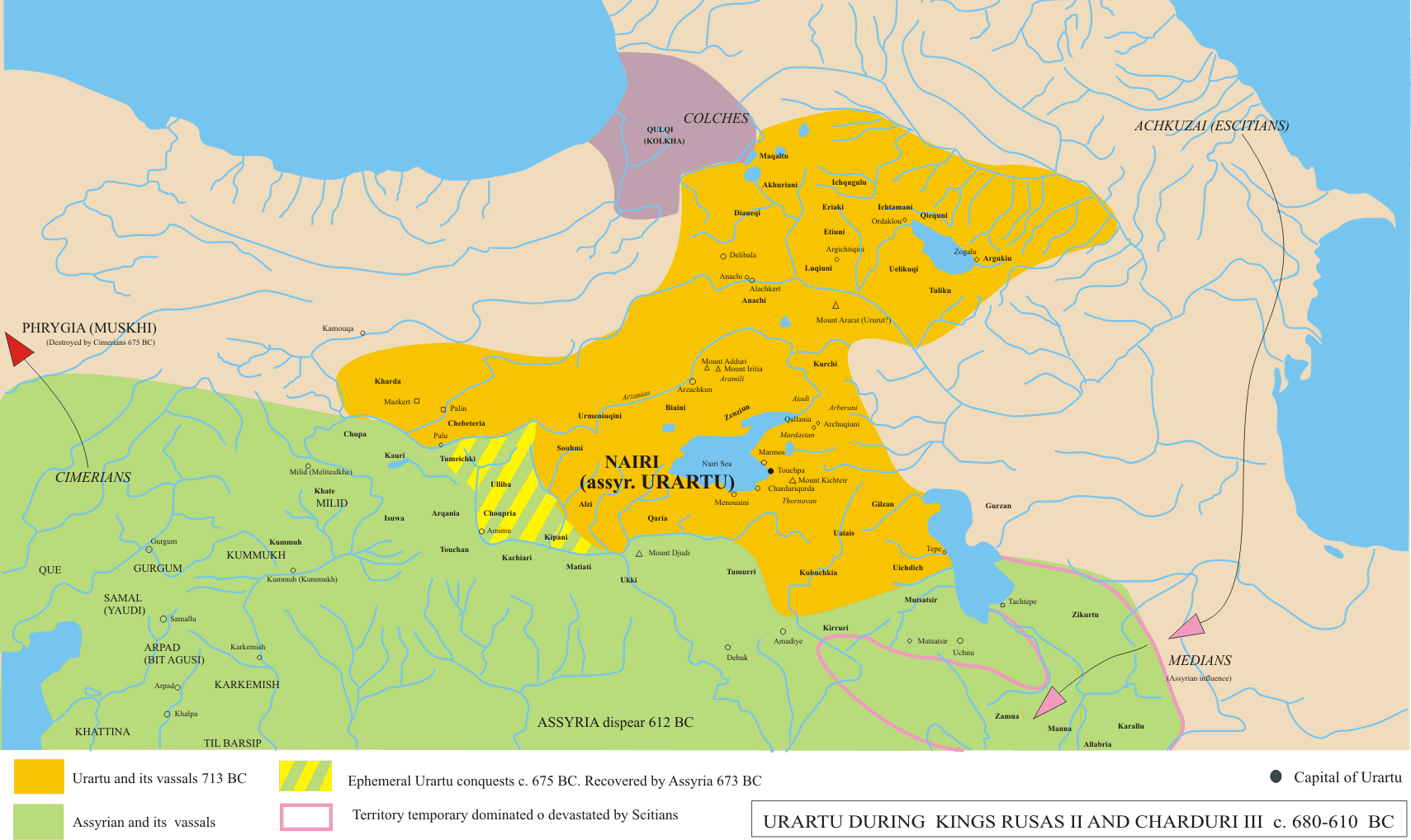
Urartu zur Zeit Rusas II. Die Nordgrenze ist hier zu weit nach Norden vorgeschoben, Qulḫa ist nicht mehr inschriftlich belegt. Die assyrische Grenze ist im Gebiet des Urmiasees zu weit nach Norden vorgeschoben.

Rusa II. war ein urartäischer König. Seine genaue Herrschaftszeit ist unbekannt. Sie wird gewöhnlich auf 680 bis 650 v. Chr. (oder 685–645) angesetzt. Er war einer der bedeutendsten urartäischen Könige. Der Name wurde vermutlich Ursa ausgesprochen – ein R am Wortanfang ist für kein anderes urartäisches Wort belegt – so wird der Name teilweise auch in assyrischen Quellen geschrieben. Nach einer Inschrift Assurbanipals wurde er auch Jaja genannt.

## Titel
Rusa führt nach der Torinschrift von Ayanıs die Titel:
- mächtiger König
- Großkönig
- König von Biainili
- Herr der Stadt Tušpa

## Dynastische Beziehungen
Rusa II. war der Sohn seines Vorgängers Argišti II. und gewann die bedeutende Stellung Urartus in Vorderasien vorübergehend zurück. Er bemühte sich um gute Beziehungen zu den skythischen und kimmerischen Einwanderern, die Assyrien bedrängten. König der Assyrer war zu dieser Zeit Assurhaddon. Rusas II. Erbfolge ist nicht geklärt; Nachfolger wurde vielleicht Erimena, der sein Sohn gewesen sein könnte. Erimena trägt allerdings keinen der traditionellen Königsnamen, was auf einen Bruch in der dynastischen Abfolge deuten könnte. Erimenas Sohn Sarduri III. war dann wieder sicher König.

## Herrschaft
Bernbeck geht davon aus, dass sich unter Rusa II. die urartäische Gesellschaft grundsätzlich veränderte. Er führte unter anderem eine differenzierte Bürokratie ein.
Rusa rühmt sich in einer Inschrift von dem Tempel in der Festung Rusahinili des Sieges über Assur, Targu, Etiuni, vielleicht das Tal des Kura, Tabal, Qairanu, Ḫatti, Muški und Siluquini (Suluqu südlich des Sewansees?), Bewohner dieser Länder wurden nach Urarṭu deportiert. Er verschleppte Frauen aus Muški, Ḫatti und Ḫaliṭu.

## Bauten
Rusa II. entfaltete eine rege Bautätigkeit, die Provinzen in Transkaukasien erlebten eine Blütezeit. Am Vansee bei Tušpa (heute Van) im Zentrum des Reiches ließ Rusa II. die Stadt Rusaḫinili („Stadt des Rusa“, heute Toprakkale) erbauen und Bewässerungskanäle, Weingärten und Felder anlegen. Rusa erbaute, im Gegensatz zu seinen Vorgängern nicht nur eine, sondern fünf Festungen. Sie können meist durch entsprechende Inschriften zugewiesen werden. Toprakkale löste die Festung von Van ab, Kamir blur die Festung Erebuni. Am Ende seiner Regierungszeit wurden unter anderem die Festungen von Ayanıs, Yukan Anzaf und Çavuştepe zerstört. Diese Zerstörungen werden gewöhnlich den Kimmerern zugeschrieben, Çilingiroğlu und Salvini schließen jedoch auch ein verheerendes Erdbeben nicht aus.
| urartäischer Name     | heutiger Name | Lage                                                                                      | Bau                                  | Ende                                                                        | Anmerkungen                                                                 |
| --------------------- | ------------- | ----------------------------------------------------------------------------------------- | ------------------------------------ | --------------------------------------------------------------------------- | --------------------------------------------------------------------------- |
| Ḫaldiei URU Ziuqinui  | Kef Kalesi    | 6 km nordöstlich von Adilcevaz am nordwestlichen Ufer des Van-Sees                        | unter Rusa II.                       | –                                                                           | Unterstadt von Burney identifiziert                                         |
| Rusaḫinili Eiduru-kai | Ayanıs Kalesı | Aǧartı nordöstlich von Van, Provinz Van                                                   | 651 v. Chr. unter Rusa II. vollendet | am Ende der Regierungszeit von Rusa II. zerstört, vielleicht durch Erdbeben | Unterstadt im Norden (Pinatbası), Osten (Güneytepe) und Süden der Zitadelle |
| Rusaḫinili Qilbanikai | Toprakkale    | nordöstlich der Zitadelle von Van, auf einem Ausläufer der Zimzim-Berge                   | Rusa II., nach Bastam erbaut         | gewaltsam zerstört                                                          | Unterstadt im Osten und Nordosten                                           |
| Rusa-i URU.TUR        | Bastam        | Ak Cay-Tal oberhalb der Qara Ziyaeddin Ebene, Bezirk Choy, westliches Aserbaidschan, Iran | unter Rusa II.                       | durch die Meder zerstört?                                                   | Straßenbefestigung als Vorgängerbau im 8. Jh.                               |
| Teišebai URU          | Kamir blur    | Ufer des Razdan (Zanga), nordwestlich von Jerewan, Armenien                               | unter Rusa II.                       | –                                                                           | Unterstadt liegt südlich und westlich der Zitadelle                         |

## Materielle Kultur
Seine Herrschaft sah tiefgreifende Veränderungen der urartäischen materiellen Kultur. Aus seiner Regierungszeit stammen die ersten Keilschrifttafeln.

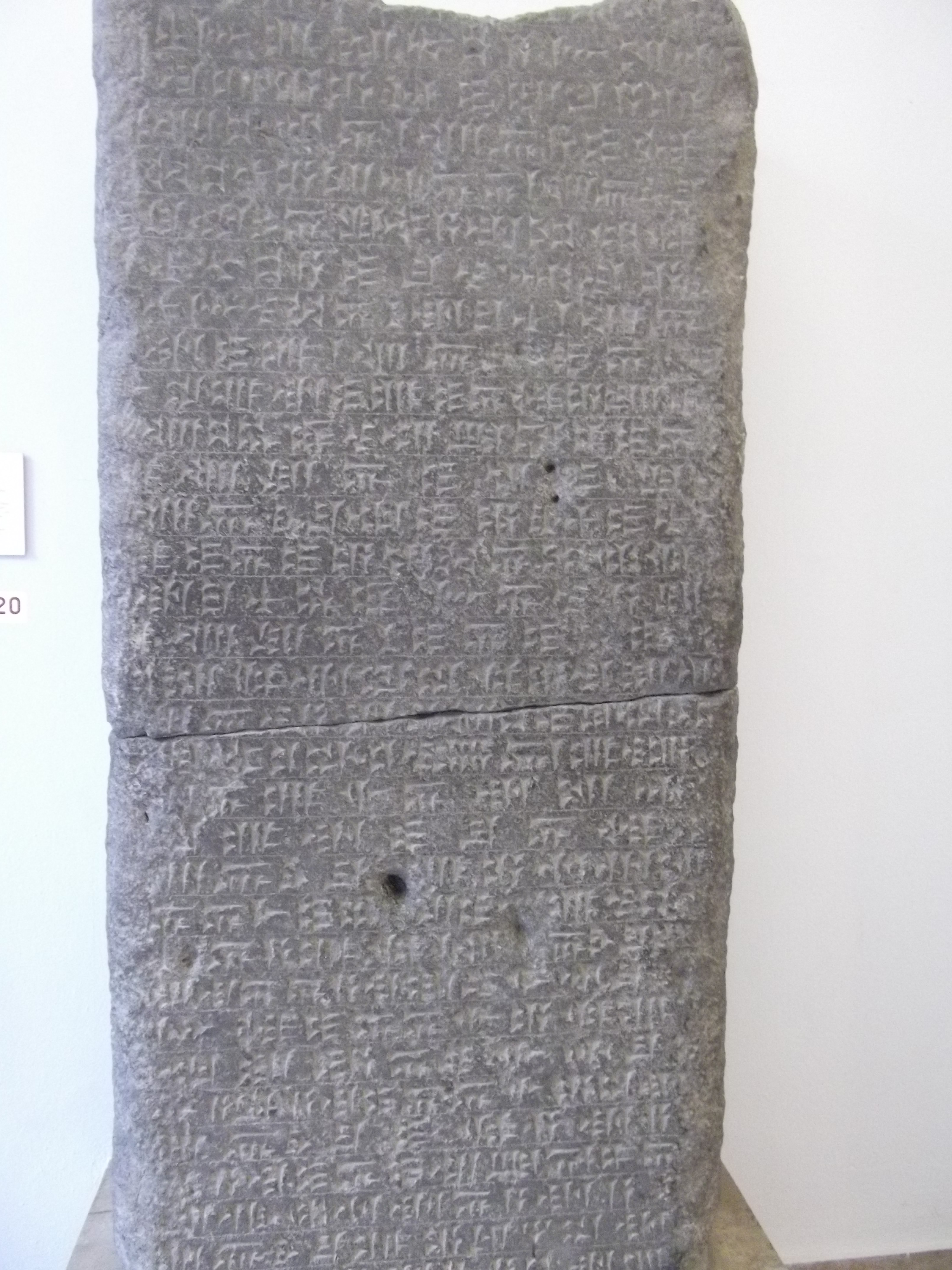
Steleninschrift von Keschir-göl über die Erstellung der Wasserversorgung durch Rusa II.

Fundorte:
- Toprakkale
- Kamir blur
- Bastam
- Ayanıs

## Inschriften
Inschriften von Rusa II. sind insgesamt auffallend selten und stammen vor allem aus den königlichen Festungen.
- Der Chemiker Waldemar Belck entdeckte 1891 bei Tušpa die „Rusa-Stele vom Keşiş Gölü (Priestersee)“. Sie belegt die Anlage eines Stausees zur Wasserversorgung Tušpas und Rusaḫinilis.
- Torinschrift von Ayanıs

## Datierung
Einziger Fixpunkt für die Regierungszeit Rusas ist eine Erwähnung in einem Gebet Assurbanipals von 653/652.
Ein Balken aus dem Ḫaldi-Tempel in der Zitadelle Ayanıs hatte ein Fälldatum von 677 bis 673 +4/-7 v. Chr. (keine Waldkante), was den herkömmlichen Datierungs-Ansatz für Rusa bestätigt.